# Cot Punti (Ex UPT V Patek)
Cot Punti (Ex UPT V Patek) is een bestuurslaag in het regentschap Aceh Jaya van de provincie Atjeh, Indonesië. Cot Punti (Ex UPT V Patek) telt 159 inwoners (volkstelling 2010).